# Ґрунти Харківської області

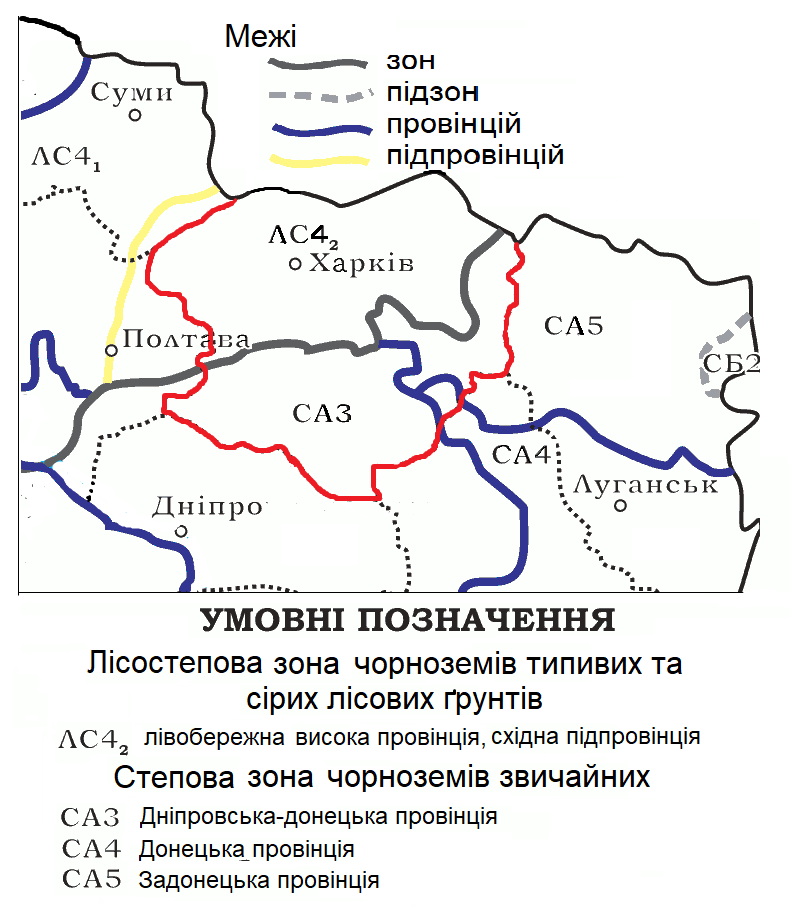
Агроґрунтове районування Харківської області

Ґрунти Харківської області формувались при взаємодії багатьох компонентів: рельєфу, геоморфології, клімату, рослинності. Це зумовило значне різноманіття типів ґрунтів. На території області зустрічаються понад 150 різновидів ґрунтів. Найбільшу площу займають чорноземи звичайні та типові. Найбільша розмаїтість ґрунтів характерні для лісостепової частини області. Найродючішими ґрунтами області є чорноземи типові та опідзолені чорноземи. Середній вміст гумусу ґрунтів області дорівнює 6%.  Значна частина ґрунтів Харківщини зазнала антропогенного впливу через використання їх у сільськогосподарській діяльності. Вплив ерозії ґрунтів охоплює 41 % площі сільськогосподарських угідь Харківщини.

## Механічний склад ґрунтів
На території області більша частина ґрунтів має легкоглинисту структуру механічного складу, на другому місці за площею є суглинки: на півночі та сході області домінують важкосуглинкові ґрунти, на сході області в долинах річок Оскіл та Сіверський Донець поширені піщано-важкосуглинкові та піщано-середньосуглинкові ґрунти. 

## Основні типи ґрунтів

### Чорноземи
Серед великого розмаїття чорноземних ґрунтів на території області найчастіше трапляються чорноземи опідзолені, чорноземи типові, чорноземи звичайні та вилужені чорноземи. Усі вони сформувались на лесових гірських породах під степовою трав'янистою рослинністю. 
Типові чорноземи розташовані на півночі області в Лісостеповій зоні, її лівобережній провінції в східній підпровінції під різнотрав'ям з домінуванням злакових та бобових рослин. Вони займають 38,24 % площі області.  Ці чорноземи відзначаються великою родючістю, з потужністю гумусу до 110—120 см, уміст гумусу зменшується згори донизу з 6,5 % до 3,0 %. Гумусово-акумулятивний шар в профілі простягається до 50 см.
Чорноземи звичайні розташовані на півночі та сході області, в Степовій зоні Дніпровсько-Донецькій, Донецькій та Задонецькій провінціях. Вони займають 44,85 % площі області. Чорноземи звичайні утворились переважно на лесових породах під різнотравно-ковилово-типчаковою рослинністю. Такі ґрунти вважаються середньогумусним, гумусовий горизонт досягає 50 см.

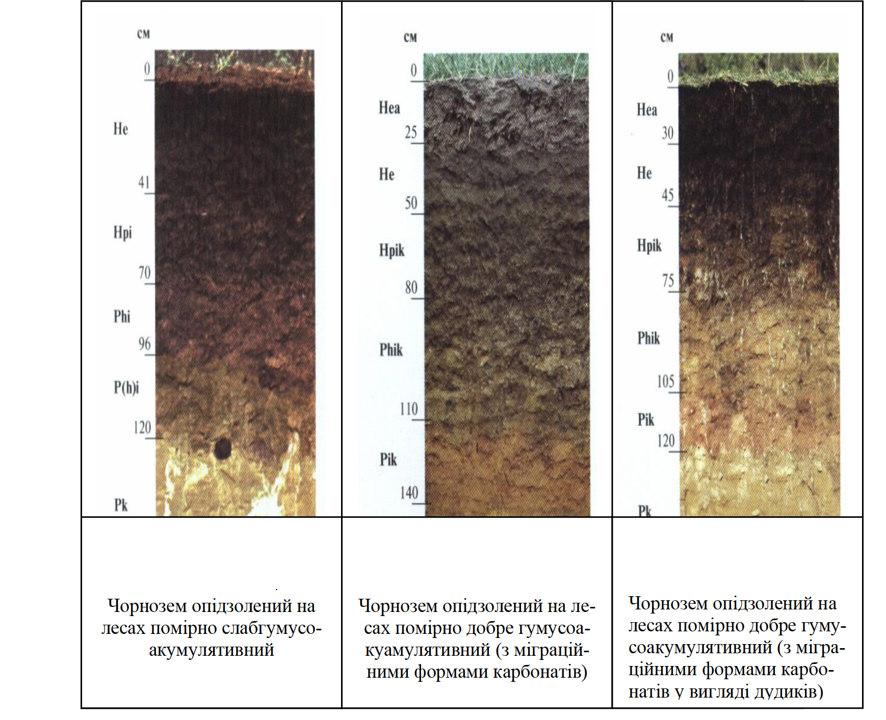
Чорноземи опідзолені

Чорноземи опідзолені розташовані на правих берегах річок області в Лісостеповій зоні.  Вони займають 10,81 % площі області. Ґрунти розташовані переважно на карбонатних, добре дренованих, лесових породах. Ці ґрунти сформувались на периферії зріджених соснових та дубових лісів з добре розвинутим трав'яним покриттям, а також в наслідок насадження на чорноземні ґрунти лісової рослинності. В наслідок цього підзолистий процес змінив структурі ґрунтів, у профілі помітне переміщення ґрунтових колоїдів, саме тому ці ґрунти мають ознаки чорноземів та опідзолених ґрунтів. Кількість гумусу від 3,5 до 5,0 %.
Богодухівський та Валківський райони мають у складі ґрунтового покриву опідзолені ґрунти з вмістом гумусу 3,7–4,5 %
Гумусовий горизонт має глибину до 100 см, найбільша кількість гумусу - до 40 см. Ці ґрунти мають менше азоту та більше фосфору аніж типові чорноземи.
Чорноземи реградовані поширені по всій Лісостеповій зоні області. Назва «реградовані» каже про те, що вони відновлені та поліпшені. Утворення реградованих ґрунтів пов'язано зі зміною рослинності через діяльність людини. Це призводить до того, що змінюється характер водного режиму. Гумус в них дорівнює 3.5-5 %, а бонітет у таких ґрунтів вищий, ніж у опідзолених чорноземів.
Чорноземи звичайні залишково-солонцюваті розташовані на невеликих ділянках в районі озера Лиман, долинах річок Верхня Дворічна, Берека, Уда. Сформувались вони на лесових породах. Відрізняються від чорноземів звичайних більшою розпорошеністю верхнього гумусового горизонту і добре помітною ущільненістю перехідного горизонту, що є наслідком прояву слабкої залишкової солонцюватості, що погіршує водно-повітряний режим. Ці ґрунти запливають після дощу та мають ущільнення в сухий період. Ці ґрунти відносяться до малогумусних (3,7-4,5%). Характеризуються значною насиченістю кальцієм та магнієм, незначним вмістом натрію.В Барвінківському і Близнюківському районах чорноземи звичайні мають показник вмісту гумусу 5,5–5,8 %. 
Лучно-чорноземні ґрунти розташовані на заплавах та на низьких давніх терасах річок області. Сформовані вони на делювії лесовидних суглинків і крейдових мергелів, в умовах високого рівня ґрунтових вод, що збільшує зволоження та оглеєння нижнього перехідного горизонту або материнської породи. В них інтенсивно розвивається дерновий процес (гумусоакумулятивний), саме тому ці ґрунти мають високу родючість, вони містять до 6,5% гумусу. 

### Дерново-підзолисті ґрунти
Дерново-підзолисті ґрунти розташовано на борових терасах здебільше лівого берега Сіверського Донця. Найбільша площа цих ґрунтів розташована на території Ізюмської громади. Дерново-підзолисті ґрунти сформовані на піщано-супіщаних гірських породах під мішаними, дубовими та сосновими лісами. Містять 1,1-1,7%, високу кислотність та низькій рівень мулу. Гумусовий горизонт досягає до 25 см.

### Дернові ґрунти
Дернові ґрунти на території Харківської області представлені дерновими піщаними та глинисто-піщаними ґрунтами. 
Дернові піщані ґрунти розташовані на перших надзаплавних піщаних терасах рік, під трав'янистою рослинністю, рідше під мішаними лісова з трав'янистим чи моховим покривом. Вміст гумусу невисокий (0,6-1,5%), гумусовий горизонт до 15 см; висока аерація сприяє швидкій мінералізації органічних речовин, тому ґрунти не мають поживних речовин. 
Дернові глинисто-піщані ґрунти розповсюджені на прируслових заплавах річок, зниженнях борових терас під лучною рослинністю. Найхарактернішою рисою умов ґрунтоутворення є перезволоження. Містять високий вміст грубого гумусу (до 15%), значні запаси азоту та фосфору. Гумусовий горизонт - до 15 см, вміст гумусу - близько 1,0%. На терасах такі ґрунти мають більший рівень гумусу (до 6%), гумусовий горизонт має потужність до 45 см.

### Сірі лісові ґрунти

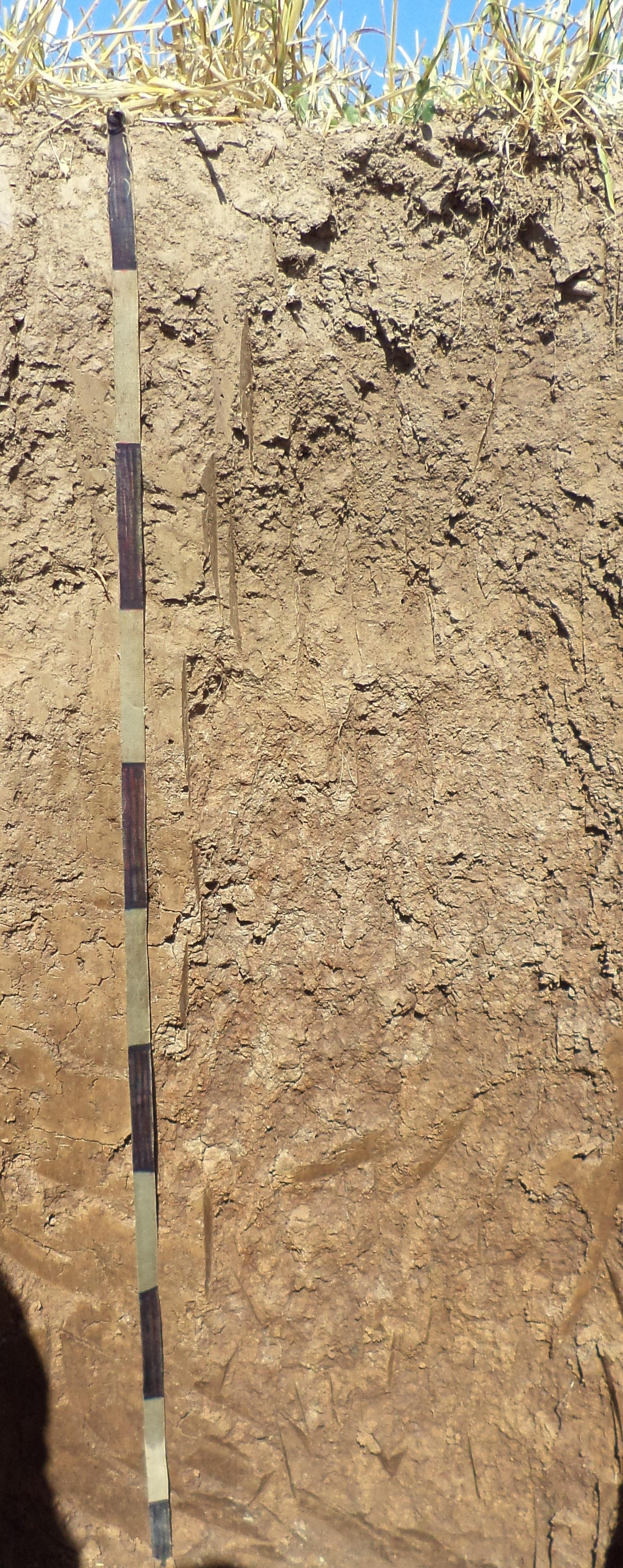
Сірі опідзолені ґрунти

На території Харківщини спостерігаються сірі опідзолені (або ясно-сірі) та темно-сірі підтипи сірих лісових ґрунтів. 
Сірі опідзолені (або ясно-сірі) ґрунти розташовані на вододілах лісостепової зони під дубовими та широколистяними лісами з незначним поширенням трав'яної рослинності на лесових породах. Серед лісових ґрунтів вони найбільше мають схожість з підзолистими ґрунтами через профіль, що має збіднення верхнього горизонту колоїдами і накопичення у ньому аморфної кременівки SiO2.  Гумусовий шар має потужність до 22 см. Родючість низька. Вміст гумусу - до 2%. Поверхня цього ґрунту після дощів запливає, на ній утворюється плівка, що ускладнює формування трав'яної рослинності. 
Темно-сірі ґрунти на території області мають більшу площу розташування аніж сірі опідзолені. Вони зустрічаються невеликими ділянками серед сірих опідзолених та чорноземів опідзолених. Темно-сірі ґрунти сформувались під світлими дібровами з розвинутим трав'яним ярусом. Через це ґрунти мають більш сприятливі умови для дернового процесу аніж у сірих опідзолених ґрунтів. Гумусний горизонт має потужність до 60 см, гумус до 3,5%.

### Інші
У Харківській області є 152,2 тис. га кислих ґрунтів, половина з яких сільськогосподарського призначення. Вони поширені переважно у північній й у західно- північній частині області.

## Використання ґрунтів
У Харківській області площа сільськогосподарських угідь на стан 2021 року становить 76,7 % загальної площі земель, 61,5 % з яких приходиться на — рілля.
Сучасний стан використання земельних ресурсів Харківської області не відповідає вимогам раціонального природокористування. Сільськогосподарська освоєність земель на стан 2021 року перевищувало екологічно допустиму норму.  В області високий показник розораності земель, зсувів і накопичення в ґрунтах пестицидів.

## Екологія ґрунтів
Проблемні питання для Харківської області, що пов’язані ґрунтами – ерозія, підвищений рівень розораності сільськогосподарських угідь (70%), порушення сівозмін, забруднення ґрунтів важкими металами, підкислення ґрунтів, осолонцювання ґрунтів.
Не раціональне землекористування на землях сільськогосподарського призначення проявляється у порушеннях науково обґрунтованої сівозміни, а саме періодів вирощування соняшника. Через високу прибутковість при вирощуванні цієї сільськогосподарської культури часто практикують беззмінні посіви протягом 5-6 років, що погіршує родючість ґрунтів.
В Харківської області орні землі мають високий середньорічний змив ґрунту. Утрати гумусу через ерозію досягають 0,5 т/га за рік. Урожайність сільськогосподарських культур на еродованих землях на 20-60 % нижча, ніж на не еродованих.
Природоохоронні заходи з охорони земель Харківської області:
- Меліораційні заходи зі збереження та підвищення природної родючості;
- Охорона ґрунтів від водної ерозії залісенням та залуженням схилів
- Організація протизсувних заходів
- Садіння лісосмуг від розвіювання ґрунтів тощо.[21]

Антропоекологічна оцінка сумарного пестицидного навантаження на ґрунти Харківської області на більшості території умовно допустима, навколо Харкова та Дергачів - несприятлива.
Площа агролісомеліоративних насаджень в Харківській області становить лише 1,4 % від усієї площі ріллі, що становить половину від норми, що встановлено.

### Пошкодження ґрунтів Харківщини унаслідок воєнних дій
Найбільший вплив на ґрунти відбувається в районах інтенсивних боїв. 35-40% ґрунтового покриву на півночі Харківського району пошкоджено не лише механічним та хімічними забрудненнями, а й погіршені агрохімічні властивості ґрунту через проходження по ріллям важкої техніки. Фахівці стверджують, що для розущільнення ґрунтів в цьому районі потрібно щонайменше 2-3 роки.